# Отношения САДР и Сирии
Западносахарско-сирийские отношения — двусторонние дипломатические отношения между Сахарской Арабской Демократической Республикой (САДР) и Сирийской Арабской Республикой.

## История
Сирия исторически оказывала политическую поддержку Фронту ПОЛИСАРИО — группировке, ориентированной на Западную Сахару, воюющей против Марокко. Это вызвало напряжённость в отношениях между Марокко и Сирией, которые ухудшились с 1960-х годов. Тесные связи Сирии с Ираном также дали толчок к напряжённости, что способствовало поддержке Сирией Полисарио и жителей Западной Сахары против Марокко.  Сирия остаётся твердо на стороне Западной Сахары и официально признала САДР.

### Гражданская война в Сирии
Гражданская война в Сирии привела к разделению двух группировок. Сирийская оппозиция в изгнании, поддерживаемая антиасадовскими союзниками, включая Марокко, сыграла важную роль в выражении поддержки целостности самого Марокко. Тем временем сирийское правительство во главе с Башаром Асадом продолжало поддерживать Полисарио и дело Западной Сахары. Сообщается, что Алжир якобы разрешил боевикам Полисарио воевать в Сирии по просьбе Асада.